# Mistrzostwa Świata w Badmintonie 2011
19. Mistrzostwa świata w badmintonie odbyły się w dniach 8−14 sierpnia 2011 w hali Wembley Arena w Londynie.

## Reprezentacja Polski[1]
- gra pojedyncza mężczyzn
  - Przemysław Wacha − 1. runda
- gra podwójna mężczyzn
  - Michał Łogosz i Adam Cwalina − 2. runda
  - Łukasz Moreń i Wojciech Szkudlarczyk − 1. runda
- gra mieszana
  - Robert Mateusiak i Nadieżda Zięba − 3. runda
  - Wojciech Szkudlarczyk i Agnieszka Wojtkowska − 2. runda

## Klasyfikacja medalowa
| Miejsce | Państwo          | Złoto | Srebro | Brąz | Razem |
| ------- | ---------------- | ----- | ------ | ---- | ----- |
| 1       | Chiny            | 5     | 1      | 3    | 9     |
| 2       | Korea Południowa | 0     | 1      | 1    | 2     |
| 3       | Chińskie Tajpej  | 0     | 1      | 0    | 1     |
| 3       | Malezja          | 0     | 1      | 0    | 1     |
| 3       | Wielka Brytania  | 0     | 1      | 0    | 1     |
| 6       | Indonezja        | 0     | 0      | 2    | 2     |
| 7       | Dania            | 0     | 0      | 1    | 1     |
| 7       | Indie            | 0     | 0      | 1    | 1     |
| 7       | Japonia          | 0     | 0      | 1    | 1     |
| 7       | Niemcy           | 0     | 0      | 1    | 1     |
| Razem   | Razem            | 5     | 5      | 10   | 20    |

## Medaliści
| Konkurencja:            | Złoto:                | Srebro:                     | Brąz:                                                     |
| gra pojedyncza kobiet   | Wang Yihan            | Cheng Shao-chieh            | Juliane Schenk Wang Xin                                   |
| gra pojedyncza mężczyzn | Lin Dan               | Lee Chong Wei               | Chen Jin Peter Gade                                       |
| gra podwójna kobiet     | Wang Xiaoli Yu Yang   | Tian Qing Zhao Yunlei       | Miyuki Maeda Satoko Suetsuna Jwala Hutta Ashwini Ponnappa |
| gra podwójna mężczyzn   | Cai Yun Fu Haifeng    | Ko Sung-hyun Yoo Yeon-seong | Jung Jae-sung Lee Yong-dae Mohammad Ahsan Bona Septano    |
| gra mieszana            | Zhang Nan Zhao Yunlei | Chris Adcock Imogen Bankier | Xu Chen Ma Jin Tontowi Ahmad Lilyana Natsir               |